# Liste der Stadtteile von Düsseldorf
Diese Liste der Stadtteile von Düsseldorf gibt eine Übersicht über die 50 Stadtteile der nordrhein-westfälischen Landeshauptstadt Düsseldorf.
Nach der Erhebung zur Stadt im Jahr 1288 wurde das Gebiet Düsseldorfs in mehreren Schritten vergrößert. Zuerst wurden mehrere kleinere Gemeinden bereits im Gründungsjahr dem Düsseldorfer Stadtgebiet zugeschlagen. Knapp 100 Jahre später kamen acht bzw. neun weitere Stadtteile hinzu. Die Stadt vergrößerte sich damit gleichmäßig in die Himmelsrichtungen Norden, Osten und Süden. Eine Erweiterung nach Westen, über den Rhein hinweg, erfolgte erst zu Beginn des 20. Jahrhunderts. In einer Welle von Eingemeindungen zwischen 1908 und 1909 vergrößerte sich das Düsseldorfer Stadtgebiet um dreizehn Stadtteile. Dazu zählten die selbstständige Gemeinde Heerdt, aber auch die bis dahin bedeutende Stadt Gerresheim. Die anderen, ebenfalls bedeutsamen Städte, Benrath und Kaiserswerth, folgten wenige Jahre später. Im Jahr 1929 wurden diese zusammen mit neun anderen Stadtteilen eingemeindet, jedoch lag der Schwerpunkt zu diesem Zeitpunkt deutlich südlich des bisherigen Stadtgebietes.

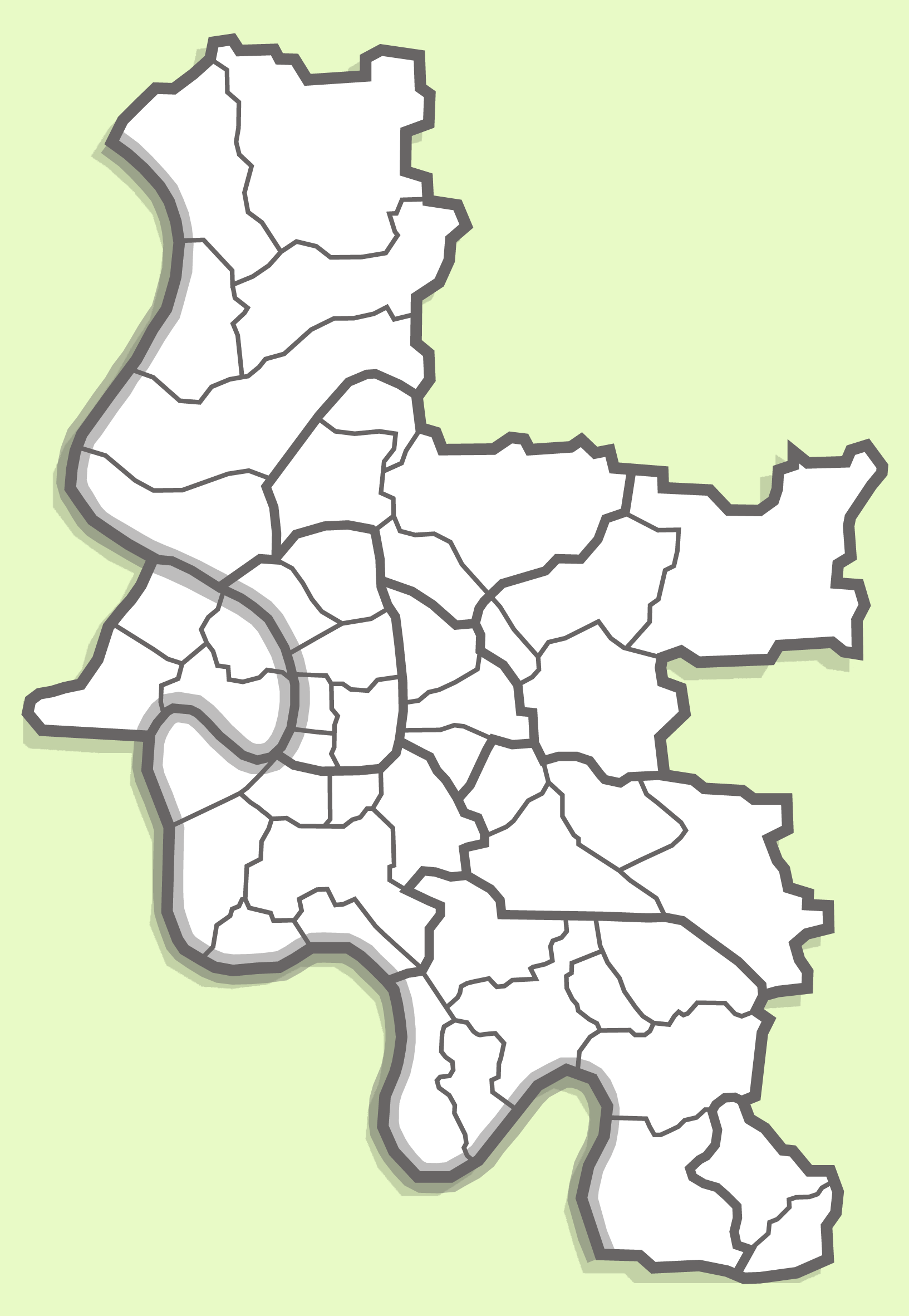
Karte mit den Grenzen der Stadtbezirke und -teile

In den 1970er Jahren gab es eine intensive Diskussion zur Neuordnung der Gemeinden in Nordrhein-Westfalen. Das sogenannte Düsseldorf-Gesetz regelte diese letztlich für den Raum Düsseldorf. Zuerst wurden dabei Teile der bestehenden Städte Meerbusch und Monheim sowie die Stadt Angermund nach Düsseldorf eingegliedert. Klagen aus Meerbusch und Monheim sorgten jedoch in der Folge dafür, dass diese ihre Eigenständigkeit behielten und Düsseldorf in der Folge einen großen Teil seines Gebiets- und Bevölkerungszuwachses wieder verlor. Dieser Umstand wurde durch keine weiteren Gebietsänderungen mehr kompensiert. So hat sich das Stadtgebiet seit dieser Zeit nicht nennenswert vergrößert. Es fanden lediglich einige kleinere Gebietstausche mit Nachbargemeinden statt.
Mit der erwähnten kommunalen Neugliederung in Nordrhein-Westfalen im Jahr 1975 wurde die Form der Stadtbezirke in Düsseldorf eingeführt. Im Gegensatz zu anderen nordrhein-westfälischen Großstädten wie zum Beispiel Köln oder Duisburg verfügen die Stadtbezirke in Düsseldorf nicht über Eigennamen, sondern werden lediglich mit einer Zahl bezeichnet. Das sogenannte Düsseldorf-Gesetz führte zur Angliederung mehrerer bisher selbstständiger Gemeinden an Düsseldorf. Die nun zu Düsseldorf gehörenden Stadtteile bekamen durch die neuen Bezirksvertretungen ein Mitspracherecht in der Stadtpolitik.
Im Februar 2014 wurde die Siedlung Knittkuhl, bisher zum Stadtteil Hubbelrath gehörig, als eigenständiger, nunmehr 50. Stadtteil herausgelöst. In den Lageplänen dieser Seite ist dieser neueste Grenzverlauf noch nicht berücksichtigt.

## Erläuterung
Die Liste gibt darüber Auskunft,
- welchen Namen der Stadtteil führt
- in welchem Stadtbezirk der Stadtteil liegt
- welche Fläche (in km²) der Stadtteil umfasst (Stand 31. Dezember 2020)
- wie viele Einwohner im Stadtteil wohnen (Stand 31. Dezember 2022)
- wie hoch die Bevölkerungsdichte (Einwohner je km²) im jeweiligen Stadtteil ist (Stand 31. Dezember 2022)
- in welchem Jahr der Stadtteil nach Düsseldorf eingemeindet wurde
- wo der Stadtteil auf einer Karte (K) zu finden ist
- und zeigt den Stadtteil auf einer Karte

## Tabelle
| Stadtteil | Stadtteilnummer, Stadtbezirk | Fläche    | Einwohner | Bevölkerungsdichte | Eingemeindet | K    | Karte |
| --- | ---------------------------- | --------- | --------- | ------------------ | --- | ---- | ----- |
| Altstadt | 011, 1                       | 00,48 km² | 02.556    | 05.325             | | Lage |       |
| Angermund | 055, 5                       | 13,29 km² | 06.924    | 0521               | 1975 | Lage |       |
| Benrath | 095, 9                       | 05,99 km² | 17.280    | 02.885             | 1929 | Lage |       |
| Bilk | 036, 3                       | 06,07 km² | 41.406    | 06.821             | 1384 | Lage |       |
| Carlstadt | 012, 1                       | 00,45 km² | 02.248    | 04.996             | 1288 | Lage |       |
| Derendorf | 015, 1                       | 03,36 km² | 21.469    | 06.390             | 1384 | Lage |       |
| Düsseltal | 023, 2                       | 02,88 km² | 28.806    | 10.002             | 1384 | Lage |       |
| Eller | 082, 8                       | 05,91 km² | 30.890    | 05.227             | 1909 | Lage |       |
| Flehe | 038, 3                       | 01,99 km² | 02.832    | 01.423             | 1384 | Lage |       |
| Flingern Nord | 022, 2                       | 02,79 km² | 26.301    | 09.427             | 1288 | Lage |       |
| Flingern Süd | 021, 2                       | 01,48 km² | 10.289    | 06.952             | 1288 | Lage |       |
| Friedrichstadt | 031, 3                       | 01,00 km² | 20.138    | 20.138             | 1288 | Lage |       |
| Garath | 101, 10                      | 03,26 km² | 19.054    | 05.845             | 1929 | Lage |       |
| Gerresheim | 071, 7                       | 06,68 km² | 29.644    | 04.438             | 1909 | Lage |       |
| Golzheim | 016, 1                       | 02,56 km² | 13.073    | 05.107             | 1384 | Lage |       |
| Grafenberg | 072, 7                       | 00,91 km² | 05.861    | 06.441             | 1909 | Lage |       |
| Hafen | 033, 3                       | 03,79 km² | 0357      | 094                | 1288 | Lage |       |
| Hamm | 034, 3                       | 04,10 km² | 04.654    | 01.135             | 1394 | Lage |       |
| Hassels | 098, 9                       | 04,37 km² | 18.920    | 04.330             | 1929 | Lage |       |
| Heerdt | 042, 4                       | 04,05 km² | 13.016    | 03.214             | 1909 | Lage |       |
| Hellerhof | 102, 10                      | 02,04 km² | 05.700    | 02.794             | 1929 | Lage |       |
| Himmelgeist | 092, 9                       | 04,46 km² | 02.189    | 0491               | 1909 | Lage |       |
| Holthausen | 093, 9                       | 05,35 km² | 12.851    | 02.402             | 1929 | Lage |       |
| Hubbelrath Mit Ratsbeschluss vom 13. Februar 2014 wurde die Siedlung Knittkuhl als eigenständiger Stadtteil aus Hubbelrath gelöst. | 074, 7                       | 12,92 km² | 01.677    | 0130               | 1975 | Lage |       |
| Itter | 097, 9                       | 02,58 km² | 02.404    | 0932               | 1929 | Lage |       |
| Kaiserswerth | 053, 5                       | 04,80 km² | 07.925    | 01.651             | 1929 | Lage |       |
| Kalkum | 056, 5                       | 07,61 km² | 02.000    | 0263               | 1975 | Lage |       |
| Knittkuhl | 075, 7                       | 00,85 km² | 02.074    | 02.440             | 1975 Knittkuhl wurde mit seiner Eingemeindung Teil des Stadtteils Hubbelrath. Mit Ratsbeschluss vom 13. Februar 2014 wurde es als eigenständiger Stadtteil herausgelöst. | Lage |       |
| Lichtenbroich | 061, 6                       | 02,14 km² | 06.280    | 02.935             | 1909 | Lage |       |
| Lierenfeld | 081, 8                       | 02,44 km² | 11.091    | 04.545             | 1384 | Lage |       |
| Lohausen | 052, 5                       | 12,42 km² | 04.245    | 0342               | 1929 | Lage |       |
| Lörick | 043, 4                       | 02,55 km² | 07.467    | 02.928             | 1909 | Lage |       |
| Ludenberg | 073, 7                       | 06,26 km² | 07.875    | 01.258             | 1909 | Lage |       |
| Mörsenbroich | 064, 6                       | 02,64 km² | 18.381    | 06.963             | 1384 | Lage |       |
| Niederkassel | 044, 4                       | 02,34 km² | 06.085    | 02.600             | 1909 | Lage |       |
| Oberbilk | 037, 3                       | 03,94 km² | 31.327    | 07.951             | 1384 | Lage |       |
| Oberkassel | 041, 4                       | 03,68 km² | 19.216    | 05.222             | 1909 | Lage |       |
| Pempelfort | 014, 1                       | 02,70 km² | 33.696    | 12.480             | 1288 | Lage |       |
| Rath | 063, 6                       | 10,42 km² | 21.379    | 02.052             | 1909 | Lage |       |
| Reisholz | 094, 9                       | 01,85 km² | 03.731    | 02.017             | 1929 | Lage |       |
| Stadtmitte | 013, 1                       | 01,77 km² | 15.727    | 08.885             | 1288 | Lage |       |
| Stockum | 051, 5                       | 05,74 km² | 05.722    | 0997               | 1909 | Lage |       |
| Unterbach | 084, 8                       | 09,09 km² | 08.005    | 0881               | 1975 | Lage |       |
| Unterbilk | 032, 3                       | 01,59 km² | 19.432    | 12.221             | 1384 | Lage |       |
| Unterrath | 062, 6                       | 04,43 km² | 22.228    | 05.018             | 1909 | Lage |       |
| Urdenbach | 096, 9                       | 07,55 km² | 10.417    | 01.380             | 1929 | Lage |       |
| Vennhausen | 083, 8                       | 03,52 km² | 10.709    | 03.042             | 1909 | Lage |       |
| Volmerswerth | 035, 3                       | 02,22 km² | 02.401    | 01.082             | 1488 | Lage |       |
| Wersten | 091, 9                       | 04,42 km² | 27.185    | 06.150             | 1908 | Lage |       |
| Wittlaer | 054, 5                       | 06,89 km² | 08.116    | 01.178             | 1975 | Lage |       |

## Weiterführende Informationen